# Lanchares
Lanchares es una localidad del municipio de Campoo de Yuso (Cantabria, España). En el año 2012 contaba con una población de 86 habitantes (INE). La localidad se encuentra a 856 metros de altitud sobre el nivel del mar, y a 3,5 kilómetros de la capital municipal, La Costana. Hay alojamiento.

## Paisaje y naturaleza
Lanchares se sitúa en un valle que penetra hasta el Mediajo Frío, el vértice norte de Campoo de Yuso, y su altura máxima (1.328 m.). El fondo del valle estuvo ocupado por una fértil vega que hoy se inunda parcialmente según el nivel que alcancen las aguas del Embalse del Ebro.
Hay un importante robledal en el lugar conocido con el nombre de la Peña del Sombrero, en la falda del Monte Cueto. Manchas de entidad de esta especie también aparecen al oeste de Lanchares, por los Coterucos. Por último, encontramos robles de gran valía dispersos por todo el casco urbano, destacando sobremanera los dos ejemplares centenarios que hay a la entrada del pueblo.

## Patrimonio histórico
Es muy notable la Casa de los Arcos, así llamada por la existencia de cuatro arcos escarzanos en la planta baja que se descubren detrás de una gran portalada de dos cuerpos, muy macizo el inferior y más decorado el superior, con buen escudo de armas y recursos decorativos postherrerianos. Ambas pueden datarse en el siglo XVII.
De la misma época o algo anterior procede gran parte de la fábrica de la iglesia de San Cornelio y San Cipriano. Consta de una sola nave que desarrolla una amplia cabecera cuadrada, con contrafuertes oblicuos ligeramente escalonados en los que se nota cierto goticismo, más acusado en la portada del hastial (que aunque se encuentra muy deteriorada descubre una arquivolta decorada con bolas muy representativas del último gótico del los siglos XV-XVI). Las capillas laterales que se adosan a la cabecera (tienen escudos de algunas familias con poder en la zona, como los Bustamante), así como la espadaña escalonada, de tres pisos y otras tantas troneras, parecen obra ya del XVIII. El retablo mayor es de mediados del XVII y contiene imaginería y relieves de valor. Goza de mucha fama una imagen de la Virgen de Atocha, réplica de su homónima madrileña que fue traída a Lanchares en el siglo XVII.
Dentro del pueblo existe una pequeña ermita en la que apenas destaca el testero cuadrado, totalmente de sillería con remate de gola en el alero.
- Datos: Q5969838